# Leptoconops arnaudi
Leptoconops arnaudi är en tvåvingeart som beskrevs av Clastrier och Wirth 1978. Leptoconops arnaudi ingår i släktet Leptoconops och familjen svidknott.
Artens utbredningsområde är Kalifornien. Inga underarter finns listade i Catalogue of Life.